# Polnischer Eishockeypokal 2016/17
Der Polnische Eishockeypokal der Saison 2016/17 (poln. Puchar Polski Hokeja na Lodzie) war die Austragung des Polnischen Eishockeypokals. Die Veranstaltung wurde vom Polnischen Eishockeyverband organisiert. Die Mannschaft aus Tychy konnte wieder einmal einen Pokalgewinn feiern.

## Teilnehmer und Modus
An der Austragung des Pokalwettbewerbs im Jahre 2016 nahmen die Mannschaften teil, die nach den ersten beiden Durchgängen der Meisterschaft, also nach dem 24. Spieltag, auf den ersten vier Plätzen lagen. Es spielte wie in den Vorjahren die Mannschaft auf dem 1. Platz gegen den zu der Zeit Vierten und der Zweite gegen den Dritten.

## Finalturnier
Die Halbfinalspiele und das Finale wurden in einer Endrunde in der Miejska Hala Lodowa (Städtische Eishalle) in Nowy Targ an zwei Tagen ausgespielt. Ein Spiel um Platz 3 fand nicht statt. 

### Halbfinale
| 29. Dezember 2016 16:00 Uhr | GKS Tychy | 5:1 (2:0, 2:0, 1:1) Spielbericht | Tempish Polonia Bytom | Miejska Hala Lodowa, Nowy Targ Zuschauer: 250 |

| 29. Dezember 2016 19:30 Uhr | TatrySki Podhale Nowy Targ | 2:4 (1:2, 0:0, 1:2) Spielbericht | ComArch Cracovia | Miejska Hala Lodowa, Nowy Targ Zuschauer: 2500 |

### Finale
| 30. Dezember 2016 18:30 Uhr | ComArch Cracovia | 0:3 (0:0, 0:2, 0:1) Spielbericht | GKS Tychy | Miejska Hala Lodowa, Nowy Targ Zuschauer: 600 |